# Uladislao Frías
Uladislao Frías (San Miguel de Tucumán, 1821 - Buenos Aires, de 1899) fue un político argentino que fue gobernador de la provincia de Tucumán, ministro del interior y de guerra, y miembro de la Corte Suprema de Justicia de su país.

## Biografía
Su padre, José Frías, era un comerciante santiagueño afincado en Tucumán, que fue diputado provincial y gobernador en 1831, del partido unitario; y que también fue, en la década siguiente, el primer gran empresario azucarero de la provincia. Se educó en su ciudad natal y se recibió de abogado en Córdoba. En su juventud dirigió los cañaverales heredados de su padre.
En 1852 participó en la revolución dirigida por una parte de la legislatura, de la que era miembro, contra el caudillo federal Celedonio Gutiérrez; por unas semanas fue gobernador interino. Se destacó durante el período que siguió como uno de los líderes del partido liberal, el mismo que había sido el partido unitario. Durante el regreso de Gutiérrez al poder, hasta fines de 1853, se refugió en Santiago del Estero, donde entabló muy buenas relaciones con el caudillo unitario Manuel Taboada y sus partidarios. Con apoyo de éstos, su partido volvió al poder a fin de ese año y fue ministro del nuevo gobernador, el cura José María del Campo.
Durante la década siguiente, fue una de los líderes más importantes del unitarismo en su provincia, junto a Del Campo, el general Rojo, De la Vega, Marcos Paz, Zavalía, Villafañe y los Posse. Todos ellos llegaron a ocupar el cargo de gobernador, pero Frías tuvo que esperar su turno, trabajando como ministro, presidente de la legislatura, diputado ante la Convención Constituyente nacional, y diputado nacional.
Durante la revolución de junio del 67, de la cual Frías fue uno de los organizadores, se distanció del oficialismo mitrista, apoyando el ascenso del gobernador Luna. Al año siguiente apoyó la candidatura de Sarmiento y Alsina, fundando así el Partido Autonomista Nacional en su provincia. Aún habiendo logrado la confianza del presidente Sarmiento, y siendo el más prestigioso de los políticos de su partido, estaba en Buenos Aires como senador nacional, lo cual le obligó a esperar su oportunidad para su anhelado cargo de gobernador; ésta finalmente llegó con la renuncia de Belisario López.
Fue nombrado gobernador por la legislatura en diciembre de 1869, con duración del mandato hasta diciembre de 1871. Su gobierno llevó adelante una administración ordenada, creación de reparticiones públicas; aunque anunció muchas obras públicas, llevó a cabo pocas realizaciones. Su gobierno se benefició del generalizado fraude electoral.
Organizó las anotaciones de bienes y gastos públicos, publicó el Registro Oficial, reformó la constitución provincial para que se reuniera un colegio electoral separado de la legislatura, puso en vigencia un reglamento de escuelas, construyó varias escuelas de campaña, fundó el Colegio Agronómico Nacional, inauguró el primer colegio secundario para mujeres.
Delineó las ciudades y villas de toda la provincia, para deslindar la propiedad de los desparramados ranchos. Creó el correo oficial de la provincia, fundó una biblioteca y compró una imprenta. Su presupuesto se mantuvo en déficit crónico durante todas su administración, de modo que dependió completamente de los aportes del Estado Nacional.
Durante su gobierno se inició la planificación para hacer llegar el ferrocarril, llegó el telégrafo, se fundaron varios ingenios azucareros más grandes y más modernos que los existentes, y llegó para hacerse cargo del Colegio Nacional el francés Paul Groussac.
Dejó el mando en octubre de 1871, dos meses antes del término de su mandato, porque ya se había elegido sucesor a Federico Helguera, el hijo del famoso coronel Jerónimo Helguera. Casi de inmediato se trasladó a Buenos Aires, donde esperaba ser nombrado nuevamente senador; antes de que esto ocurriera, Sarmiento lo nombró ministro del interior.
No tuvo mayores problemas en el ejercicio de su mando: ya había pasado la primera revolución de Ricardo López Jordán. Cuando estalló la segunda revolución de éste, convenció al presidente de no volver a cometer las torpezas que había cometido durante la primera: declarar la guerra a una provincia y pretender condenar a muerte de antemano al caudillo.
La habilidad demostrada en la gestión política de la represión en Entre Ríos hizo que Sarmiento lo nombrara ministro de guerra. Su misión era más institucional que militar: terminar de poner en funcionamiento el Colegio Militar – una de las obras favoritas del presidente – y liquidar para siempre las milicias provinciales. No lo logró con Buenos Aires, lo que llevaría más tarde a una revolución en esa provincia.
Dejó el cargo de ministro en enero de 1874, se dedicó a poner en orden sus negocios, que empezaban a florecer con el crecimiento del mercado interno para el azúcar. Regresó a Buenos Aires a principios de 1878, cuando fue elegido miembro de la Corte Suprema de Justicia de la Nación.
Volvió a la actuación política durante la revolución del Parque, en 1890, y fue elegido senador nacional. Desde ese puesto apoyó a los presidentes Pellegrini y Roca.
Falleció en Buenos Aires en 1899.